# 179
El 179 (CLXXIX) fou un any comú començat en dijous del calendari julià.

## Esdeveniments
- Bhatinda (Panjab): Rao Bhatti, del clan bhatti, funda la ciutat.
- Osroene: Abgar IX esdevé rei d'Edessa.[1]